# Jellyfish Entertainment
Jellyfish Entertainment (hangul: 젤리피쉬엔터테인먼트), é uma Gravadora Sul-coreana de entretenimento, a agência foi criada pelo compositor e produtor Hwang Se-jun em Seul, Coreia do Sul.
A agência é responsável pelos boy groups VIXX, VERIVERY, EVNNE e pelo girl group Gugudan, além de diversos atores, atrizes e solistas.

## Artistas

### Grupos
| Debut | Nome     | Integrantes                                                       | Líder    | Fã-clube              | Status  |
| ----- | -------- | ----------------------------------------------------------------- | -------- | --------------------- | ------- |
| 2012  | VIXX     | N, Leo, Ken, Ravi e Hyuk                                          | N        | ST☆RLIGHT / Starlight | Ativo   |
| 2016  | Gugudan  | Mimi, Hana, Haebin, Nayoung, Sejeong, Sally, Soyee e Mina         | Hana     | Danjjak / Dear Friend | Inativo |
| 2018  | VERIVERY | Dongheon, Hoyoung, Minchan, Gyehyeon, Yeonho, Yongseung e Kangmin | Dongheon | Verrer                | Ativo   |
| 2023  | EVNNE    | Keita, Hanbin, Jeonghyeon Seungeon, Yunseo, Junghyun e Jihoo      | Keita    | ENNVE                 | Ativo   |

### Sub-grupos
| Debut | Nome         | Integrantes | Líder | Fã-clube              | Status  |
| ----- | ------------ | ----------- | ----- | --------------------- | ------- |
| 2015  | VIXX LR      | Leo e Ravi  | Leo   | ST☆RLIGHT / Starlight | Ativo   |
| 2017  | Gugudan 5959 | Mina        | Mina  | Danjjak / Dear Friend | Inativo |

### Solistas
- Sung Si Kyung
- Seo In Guk
- Park Yoon Ha
- Ravi
- Sejeong
- Leo
- Hyuk

### Atores e Atrizes
- Julien Kang
- Park Jungah
- Park Yejin
- Kim Sunyoung
- Cha Hakyeon
- Park Jungsoo
- Gong Hyunjoo
- Jung Kyungho
- Choi Jina
- Song Yi-woo
- Kim Gyusun
- Lee Ahrin
- Kim Taeyun
- Baek Seoe
- Jeon Dongseok
- Jiyul
- Kim Yewon